# AFC Champions League 2006
Die AFC Champions League 2006 war ein asiatisches Fußballturnier, an dem 24 Vereinsmannschaften aus 12 Landesverbänden teilnahmen. Der Wettbewerb begann am 8. März 2006.

## Teilnehmer
Im Gegensatz zur UEFA Champions League waren nicht alle asiatischen Verbände teilnahmeberechtigt, lediglich 14 von der AFC bestimmten Verbänden war die Teilnahme möglich. Jedes Land entsendete den jeweiligen Meister und den Pokalsieger bzw. den Vizemeister.
Die 14 stärksten asiatischen Nationen waren laut AFC damals:
- Für Zentral- und Westasien:

| - Syrien - Iran - Irak | - Kuwait - Katar - Saudi-Arabien | - Vereinigte Arabische Emirate - Usbekistan |

- Für Ostasien:

| - Volksrepublik China - Indonesien | - Japan - Südkorea | - Thailand - Vietnam |

Die 28 Teilnehmer aus diesen Ländern wurden in sieben Vierergruppen – wieder getrennt in Ost- und Westasien – geordnet. Die sieben Gruppensieger spielten zusammen mit dem Titelverteidiger (Al-Ittihad aus Saudi-Arabien) im K.-o.-System den Asienmeister aus. Am 13. März 2006 wurden die Teilnehmer Thailands und Indonesiens vom Turnier ausgeschlossen, da sie ihre Kader bis zum Anmeldeschluss nicht genannt hatten.

## Gruppenphase
Freilos:  Al-Ittihad

### Gruppe A
| Pl. | Verein             | Sp. | S | U | N | Tore    | Diff. | Punkte |
| --- | ------------------ | --- | - | - | - | ------- | ----- | ------ |
| 1.  | Al Qadsia Kuwait   | 6   | 3 | 2 | 1 | 009:110 | −2    | 11     |
| 2.  | Pakhtakor Tashkent | 6   | 3 | 1 | 2 | 011:700 | +4    | 10     |
| 3.  | Al-Ittihad         | 6   | 2 | 2 | 2 | 006:700 | −1    | 08     |
| 4.  | Foolad Ahvaz       | 6   | 1 | 1 | 4 | 008:900 | −1    | 04     |

| 8. März 2006       |     |                                                           |
| Foodlad            | 6:0 | Al Qadisiya \|Dastgerdi Stadion\|\|Teheran                |
| Pakhtakor Tashkent | 2:0 | Al Ittihad \|Pakhtakor Stadion\|\|Taschkent               |
| 22. März 2006      |     |                                                           |
| Al Ittihad         | 0:0 | Foolad \|\|Al Hamadania Stadion\|\|Aleppo                 |
| Al Qadisiya        | 2:1 | Pakhtakor Tashkent \|Friendship & Peace Stadion\|\|Kuwait |
| 12. April 2006     |     |                                                           |
| Pakhtakor Tashkent | 2:0 | Foolad \|Pakhtakor Stadion\|\|Taschkent                   |
| Al Ittihad         | 2:2 | Al Qadisiya \|Al Hamadania Stadion\|\|Aleppo              |
| 26. April 2006     |     |                                                           |
| Foolad             | 1:3 | Pakhtakor Tashkent \|Dastegerdi Stadion\|\|Teheran        |
| Al Qadisiya        | 1:0 | Al Ittihad \|Friendship & Peace Stadion\|\|Kuwait         |
| 3. Mai 2006        |     |                                                           |
| Al Qadisiya        | 2:0 | Foolad \|Friendship & Peace Stadion\|\|Kuwait             |
| Al Ittihad         | 2:1 | Pakhtakor Tashkent \|Al Hamadania Stadion\|\|Aleppo       |
| 17. Mai 2006       |     |                                                           |
| Foolad             | 1:2 | Al Ittihad \|Dastgerdi Stadion\|\|Teheran                 |
| Pakhtakor Tashkent | 2:2 | Al Qadisiya \|Pakhtakor Stadion\|\|Taschkent              |

### Gruppe B
| Pl. | Verein             | Sp. | S | U | N | Tore    | Diff. | Punkte |
| --- | ------------------ | --- | - | - | - | ------- | ----- | ------ |
| 1.  | Al Ain Club        | 6   | 4 | 1 | 1 | 010:600 | +4    | 13     |
| 2.  | Al-Hilal           | 6   | 3 | 1 | 2 | 012:700 | +5    | 10     |
| 3.  | FK Mashʼal Mubarek | 6   | 2 | 2 | 2 | 007:110 | −4    | 08     |
| 4.  | Al-Mina'a SC       | 6   | 0 | 2 | 4 | 006:110 | −5    | 02     |

| 8. März 2006   |     |                                                    |
| Al Mina'a      | 0:1 | Mash'al \|Sabah Al Salem Stadion\|\|Kuwait         |
| Al Ain Club    | 2:0 | Al Hilal \|Tahnon Bin Mohammed Stadion\|\|al-Ain   |
| 22. März 2006  |     |                                                    |
| Mash'al        | 1:1 | Al Ain Club \|Nasaf Stadion\|\|Qarshi              |
| Al Hilal       | 3:1 | Al Mina'a \|King Fahd International\|\|Riad        |
| 12. April 2006 |     |                                                    |
| Al Ain Club    | 2:1 | Al Mina'a \|Tahnon Bin Mohammed Stadion\|\|al-Ain  |
| Al Hilal       | 5:0 | Mash'al \|King Fahd International\|\|Riad          |
| 26. April 2006 |     |                                                    |
| Mash'al        | 2:1 | Al Hilal \|Nadaf Stadion\|\|Qarshi                 |
| Al Mina'a      | 1:2 | Al Ain Club \|Friendship & Peace Stadion\|\|Kuwait |
| 3. Mai 2006    |     |                                                    |
| Mash'al        | 2:2 | Al Mina'a \|Nasaf Stadion\|\|Qarshi                |
| Al Hilal       | 2:1 | Al Ain Club \|King Fahd International\|\|Riad      |
| 17. Mai 2006   |     |                                                    |
| Al-Ain         | 2:1 | Mash'al \|Tahnon Bin Mohammed Stadion\|\|al-Ain    |
| Al Mina'a      | 1:1 | Al Hilal \|Sabah Al Salem Stadion\|\|Kuwait        |

### Gruppe C
| Pl. | Verein       | Sp. | S | U | N | Tore    | Diff. | Punkte |
| --- | ------------ | --- | - | - | - | ------- | ----- | ------ |
| 1.  | Al-Karama    | 6   | 4 | 0 | 2 | 010:110 | −1    | 12     |
| 2.  | Saba Battery | 6   | 3 | 1 | 2 | 013:800 | +5    | 10     |
| 3.  | Al-Wahda     | 6   | 2 | 1 | 3 | 014:150 | −1    | 07     |
| 4.  | Al-Gharafa   | 6   | 2 | 0 | 4 | 011:140 | −3    | 06     |

| 8. März 2006   |     |                                                     |
| Al Gharafa     | 0:2 | Saba Battery \|Al Gharafa Stadion\|\|Doha           |
| Al Karama      | 2:1 | Al Wahda \|Khaled Ibn Al Waleed Stadion\|\|Homs     |
| 22. März 2006  |     |                                                     |
| Saba Battery   | 1:2 | Al Karama \|Saba Battery Stadion\|\|Teheran         |
| Al Wahda       | 2:0 | Al Gharafa \|Al-Nahyan-Stadion\|\|Abu Dhabi         |
| 12. April 2006 |     |                                                     |
| Saba Battery   | 2:2 | Al Whada \|Saba Battery Stadion\|\|Teheran          |
| Al Gharafa     | 4:0 | Al Karama \|Al Gharafa Stadion\|\|Doha              |
| 26. April 2006 |     |                                                     |
| Al Wahda       | 2:4 | Saba Battery \|Al-Nahyan-Stadion\|\|Abu Dhabi       |
| Al Karama      | 3:1 | Al Gharafa \|Khaled Ibn Al Waleed Stadion\|\|Homs   |
| 3. Mai 2006    |     |                                                     |
| Saba Battery   | 4:1 | Al Gharafa \|Saba Battery Stadion\|\|Teheran        |
| Al Wahda       | 4:2 | Al Karama \|Al-Nahyan-Stadion\|\|Abu Dhabi          |
| 17. Mai 2006   |     |                                                     |
| Al Gharafa     | 5:3 | Al Wahda \|Al Gharafa Stadion\|\|Doha               |
| Al Karama      | 1:0 | Saba Battery \|Khaled Ibn Al Waleed Stadion\|\|Homs |

### Gruppe D
| Pl. | Verein            | Sp. | S | U | N | Tore    | Diff. | Punkte |
| --- | ----------------- | --- | - | - | - | ------- | ----- | ------ |
| 1.  | Al-Shabab         | 6   | 4 | 1 | 1 | 009:600 | +3    | 13     |
| 2.  | Al-Sadd           | 6   | 4 | 1 | 1 | 013:500 | +8    | 13     |
| 3.  | Al-Quwa Al-Jawiya | 6   | 2 | 0 | 4 | 005:900 | −4    | 06     |
| 4.  | Al-Arabi          | 6   | 1 | 0 | 5 | 005:120 | −7    | 03     |

| 8. März 2006      |     |                                                             |
| Al Arabi          | 0:1 | Al Quwa Al Jawiya \|Sabah Al Salem Stadion\|\|Kuwait        |
| Al Shabab         | 0:0 | Al Sadd \|King Fahd International Stadion\|\|Riad           |
| 22. März 2006     |     |                                                             |
| Al Quwa Al Jawiya | 0:2 | Al Shabab \|Tripoli Municipal Stadion\|\|Tripoli            |
| Al Sadd           | 4:1 | Al Arabi \|Al-Sadd Sports Club\|\|Doha                      |
| 12. April 2006    |     |                                                             |
| Al Quwa Al Jawiya | 0:2 | Al Sadd \|Tripoli Municipal Stadion\|\|Tripoli              |
| Al Arabi          | 3:0 | Al Shabab \|Sabah Al Salem Stadion\|\|Kuwait                |
| 26. April 2006    |     |                                                             |
| Al Sadd           | 3:0 | Al Quwa Al Jawiya \|Al Sadd Sports Club\|\|Doha             |
| Al Shabab         | 2:0 | Al Arabi \|King Fahd International Stadion\|\|Riad          |
| 3. Mai 2006       |     |                                                             |
| Al Quwa Al Jawiya | 3:0 | Al Arabi \| Tripoli Municipal Stadion\|\|Tripoli            |
| Al Sadd           | 2:3 | Al Shabab \|Al Sadd Sports Club\|\|Doha                     |
| 17. Mai 2006      |     |                                                             |
| Al Arabi          | 1:2 | Al Sadd \|Sabah Al Salem Stadion\|\|Kuwait                  |
| Al Shabab         | 2:1 | Al Quwa Al Jawiya \|King Fahd International Stadion\|\|Riad |

### Gruppe E
| Pl. | Verein                 | Sp. | S | U | N | Tore    | Diff. | Punkte |
| --- | ---------------------- | --- | - | - | - | ------- | ----- | ------ |
| 1.  | Jeonbuk Hyundai Motors | 6   | 4 | 1 | 1 | 011:500 | +6    | 13     |
| 2.  | Dalian Shide           | 6   | 4 | 0 | 2 | 007:600 | +1    | 12     |
| 3.  | Gamba Osaka            | 6   | 3 | 1 | 2 | 026:700 | +19   | 10     |
| 4.  | Da Nang FC             | 6   | 0 | 0 | 6 | 001:270 | −26   | 0      |

| 8. März 2006   |       |                                                   |
| Da Nang        | 0:2   | Dalian Shide \|San Chi Lang Stadion\|\|Đà Nẵng    |
| Chonbuk        | 3:2   | Gamba Osaka \|Jeonju World Cup Stadion\|\|Jeonju  |
| 22. März 2006  |       |                                                   |
| Dalian Shide   | 1:0   | Chonbuk \|Jin Zhou Stadion\|\|Dalian              |
| Gamba Osaka    | 15:00 | Da Nang \|Expo '70 Stadion\|\|Osaka               |
| 12. April 2006 |       |                                                   |
| Chonbuk        | 3:0   | Da Nang \|Jeonju World Cup Stadion\|\|Jeonju      |
| Gamba Osaka    | 3:0   | Dalian Shide \|Expo '70 Stadion\|\|Osaka          |
| 26. April 2006 |       |                                                   |
| Da Nang        | 0:1   | Chonbuk \|San Chi Lang Stadion\|\|Đà Nẵng         |
| Dalian Shide   | 2:0   | Gamba Osaka \|Jin Zhou Stadion\|\|Dalian          |
| 3. Mai 2006    |       |                                                   |
| Gamba Osaka    | 1:1   | Chonbuk \|Expo '70 Stadion\|\|Osaka               |
| Dalian Shide   | 1:0   | Da Nang \|Jin Zhou Stadion\|\|Dalian              |
| 17. Mai 2006   |       |                                                   |
| Da Nang        | 1:5   | Gamba Osaka \|San Chi Lang Stadion\|\|Đà Nẵng     |
| Chonbuk        | 3:1   | Dalian Shide \|Jeonju World Cup Stadion\|\|Jeonju |

### Gruppe F
| Pl. | Verein                 | Sp. | S | U | N | Tore    | Diff. | Punkte |
| --- | ---------------------- | --- | - | - | - | ------- | ----- | ------ |
| 1.  | Ulsan Hyundai Horang-i | 2   | 2 | 0 | 0 | 003:000 | +3    | 06     |
| 2.  | Tokyo Verdy            | 2   | 0 | 0 | 2 | 000:300 | −3    | 0      |

| 8. März 2006 |     |                                         |
| T. Verdy     | 0:2 | Ulsan \|National Stadion\|\|Tokio       |
| 3. Mai 2006  |     |                                         |
| Ulsan        | 1:0 | T. Verdy \|Ulsan Munsu Stadion\|\|Ulsan |

### Gruppe G
| Pl. | Verein           | Sp. | S | U | N | Tore    | Diff. | Punkte |
| --- | ---------------- | --- | - | - | - | ------- | ----- | ------ |
| 1.  | Shanghai Shenhua | 2   | 2 | 0 | 0 | 007:300 | +4    | 06     |
| 2.  | Đồng Tâm Long An | 2   | 0 | 0 | 2 | 003:700 | −4    | 0      |

| 8. März 2006 |     |                                          |
| Shenhua      | 3:1 | Đồng Tâm \|Yuan Shen Stadion\|\|Shanghai |
| 3. Mai 2006  |     |                                          |
| Đồng Tâm     | 2:4 | Shenhua \|Long An Stadion\|\|Vietnam     |

## Viertelfinale
Am 13. und 20. September 2006 wurden die Viertelfinalspiele ausgetragen, die Auslosung der Viertelfinalbegegnungen fand am 2. Juni 2006 in Kuala Lumpur statt.
|                  | Gesamt |             | Hinspiel | Rückspiel |
| ---------------- | ------ | ----------- | -------- | --------- |
| Al-Ittihad       | 2:4    | Al-Karama   | 2:0      | 0:4 n. V. |
| Shanghai Shenhua | 3:4    | Jeonbuk FC  | 1:0      | 2:4       |
| Al-Qadisiya      | 5:2    | Al Ain Club | 2:2      | 3:0       |
| Ulsan            | 7:0    | Al Shabab   | 6:0      | 1:0       |

## Halbfinale
Die Halbfinalbegegnungen fanden am 27. September und am 18. Oktober 2006 statt.
|            | Gesamt |             | Hinspiel | Rückspiel |
| ---------- | ------ | ----------- | -------- | --------- |
| Al-Karama  | 1:0    | Al-Qadisiya | 0:0      | 1:0       |
| Jeonbuk FC | 6:4    | Ulsan       | 2:3      | 4:1       |

## Finale
|            | Gesamt |           | Hinspiel | Rückspiel |
| ---------- | ------ | --------- | -------- | --------- |
| Jeonbuk FC | 3:2    | Al-Karama | 2:0      | 1:2       |